# In-Naxxar
In-Naxxar – ou plus simplement Naxxar – est une localité de Malte d'environ 13 300 habitants, située dans le nord de Malte, lieu d'un conseil local (Kunsilli Lokali) compris dans la région (Reġjun) Tramuntana.

## Paroisse
La fête paroissiale est célébrée le 8 septembre.

### Église
Son église paroissiale est dédiée à Notre-Dame-des-Victoires.

## Activités économiques
Naxxar est connue pour sa Foire Internationale.

## Éducation
La Giovanni Curmi Higher Secondary School, école publique post-secondaire, se trouve à Naxxar.

## Patrimoine et culture
Avant le développement des radars, un détecteur sonore consistant en un long mur concave capable de concentrer les sons fut construit à Naxxar pour détecter l'arrivée d'avions italiens pendant la Seconde Guerre mondiale. Cette construction fut baptisée il-Widna ("L'Oreille") par les insulaires.

## Jumelage
La ville de In-Naxxar est jumelée avec les villes de :
- Secteur 2 (Bucarest) (Roumanie) depuis Novembre 2003
- Hailsham (Angleterre) depuis 2004
- Mornago (Italie) depuis Décembre 2009

### Personnes notables
- Charles Camilleri, compositeur maltais.
- Mary Spiteri, ancienne candidate de l'Eurovision, finissant troisième à l'édition 1992.
- Claudette Pace, animatrice télé devenue parlementaire sous l'étiquette PN.
- Saviour Pirotta, auteure de livre pour enfant, résidant désormais au Royaume-Uni.
- Toni Bajada, héros populaire maltais du XVIe siècle.

## Sources
- (mt) Alfie Guillaumier, Bliet u Rħula Maltin (Villes et villages maltais), Klabb Kotba Maltin, Malte, 2005.
- (en) Juliet Rix, Malta and Gozo, Brad Travel Guide, Angleterre, 2013.
- Alain Blondy, Malte, Guides Arthaud, coll. Grands voyages, Paris, 1997.